# Eurytoma sciromatis
Eurytoma sciromatis är en stekelart som beskrevs av Bugbee 1962. Eurytoma sciromatis ingår i släktet Eurytoma och familjen kragglanssteklar. Inga underarter finns listade i Catalogue of Life.